# Squadra criminale
Squadra criminale (Non uccidere — littéralement Tu ne tueras point) est une série télévisée policière italienne en 36 épisodes de 50 à 90 minutes créée par Claudio Corbucci, diffusée entre le 11 septembre 2015 et le 21 décembre 2018 sur Rai 3, puis sur Rai 2.
L'inspectrice Valeria Ferro (Miriam Leone) de la police judiciaire de Turin y conduit des enquêtes qui l'amènent à pénétrer au cœur des milieux et des familles les plus divers. Elle-même vit une période troublée par le retour de sa mère condamnée pour le meurtre de son mari.
En France (ainsi qu'en Belgique francophone) et en Allemagne, les épisodes de la première saison sont divisés en deux parties de 45 minutes, et diffusés à partir du 11 mai 2017 sur Arte. La série reste inédite dans les autres pays francophones.

## Synopsis
L'inspectrice Valeria Ferro travaille à la police judiciaire de Turin. Obstinée, intelligente et coriace, elle est assistée par Andrea Russo, le vétéran Gerardo Mattei et la nouvelle recrue Luca Rinaldi sous la direction de Giorgio Lombardi. Au fur et à mesure de ses investigations, on découvre également le passé difficile de l'enquêtrice.

## Distribution
- Miriam Leone (VF : Ingrid Donnadieu) : l'inspectrice Valeria Ferro
- Matteo Martari (it) (VF : Florian Wormser) : l'inspecteur Andrea Russo
- Thomas Trabacchi (it) (VF : Constantin Pappas) : l'inspecteur en chef Giorgio Lombardi
- Riccardo Lombardo (it) (VF : Jean-Jacques Nervest) : l'inspecteur Gerardo Mattei
- Luca Terracciano (VF : Benjamin Bollen) : l'inspecteur Luca Rinaldi
- Monica Guerritore (VF : Sylvie Genty) : Lucia Ferro, la mère de Valeria et Giacomo
- Davide Iacopini (VF : Jean-Marco Montalto) : Giacomo Ferro, le frère de Valeria
- Viola Sartoretto (VF : Caroline Maillard) : Michela, l'épouse de Giacomo
- Gigio Alberti (it) (VF : Jean-François Kopf) : Giulio Ferro, l'oncle de Valeria et Giacomo
- Crystal De Glaudi : Costanza Ferro, la fille de Giacomo et Michela

 Source et légende : version française (VF) sur RS Doublage

## Adaptation
- Perrine Dézulier()

## Épisodes

### Première saison (2015-2016)
La première saison est diffusée sur Rai 3 du 11 septembre 2015 au 22 février 2016. Arte la diffuse du 11 au 25 mai (ép. 1 à 3) puis du 4 au 18 août 2017 (ép. 4 à 6). Les épisodes de 7 à 12 sont diffusés depuis le 1er juin 2018 sur Arte.
Les épisodes ne portent pas de titre et sont simplement numérotés de 1 à 12.

### Seconde saison (2017-2018)
La seconde saison commandée par la Rai comporte 24 épisodes mais leur durée est ramenée à 50-60 minutes. Ils sont
publiés sur le portail Rai Play le 1er juin 2017 et diffusés sur Rai 2 du 12 juin au 3 juillet 2017.
Comme dans la première saison, les épisodes ne portent pas de titres et sont simplement numérotés de 1 à 24.

## Commentaires
- La chaîne Arte a modifié les saisons.
- La saison 1 et 2 d'Arte correspond à la première saison de la Rai.
- La saison 3 et 4 d'Arte correspond à seconde saison de la Rai.